# Sanford Meisner
Sanford „Sandy“ Meisner (* 31. August 1905 in New York City; † 2. Februar 1997 in Sherman Oaks, Los Angeles, Kalifornien) war ein US-amerikanischer Schauspieler und Schauspiellehrer.

## Leben und Werk
Sanford Meisner war Mitbegründer des Group Theatre, gemeinsam mit Lee Strasberg und Stella Adler. Von 1935 bis 1990 unterrichtete Meisner an der Schauspielschule Neighborhood Playhouse School of the Theatre in New York. Dort begann er eine Schauspieltechnik zu entwickeln, die heute als die Meisner-Technik bekannt ist. 

### Tätigkeit als Schauspieler
Sanford Meisner arbeitete hauptsächlich als Bühnenschauspieler. Als Mitbegründer des Group Theatres war er festes Mitglied im Ensemble und wirkte als Schauspieler an zahlreichen Produktionen des Theaters mit. Zu den wichtigsten Inszenierungen zählen: Awake and Sing!, Paradise Lost, An American Tragedy, Golden Boy und Crime and Punishment. Darüber hinaus arbeitete Sanford Meisner gelegentlich auch vor der Kamera. Zu seinen bedeutendsten Filmauftritten zählen seine Rollen in Zärtlich ist die Nacht, Sensation auf Seite 1 und Mickey and Nicky.

### Wirken als Schauspiellehrer
Von 1935 bis 1990 unterrichtete Sanford Meisner junge, angehende Schauspieler am Neighborhood Playhouse in New York in der von ihm selbst entwickelten Technik. Neben den fest immatrikulierten Studierenden, die meist im Alter von Anfang zwanzig Jahren ihre Ausbildung begannen, bot Sanford Meisner auch Fortbildungsklassen für bereits erfahrene Schauspieler, die ihr Spiel verfeinern und verbessern wollten, an.
Die Schauspielschule richtet sich bis heute nach Meisners Unterrichtsmethoden. Die Standard-Ausbildung am Neighborhood Playhouse umfasst demnach zwei Jahre, wobei die Kurse in der Meisner-Schauspieltechnik nach wie vor meist auf fünfzehn Monate ausgelegt sind. Weitere Unterrichtsfächer sind wie auch schon zu Meisners Zeit u. a. Gesang, Tanz, Stimmbildung und Bühnenkampf.
Berühmte Absolventen sind unter anderem Elizabeth Ashley, Tom Cruise, Barbara Baxley, James Caan, Robert Duvall, Jeff Goldblum, Lee Grant, Lorne Greene, Tammy Grimes, Anne Jackson, Diane Keaton, Louise Lasser, Darren McGavin, Steve McQueen, Gregory Peck, Tony Randall, Jo Van Fleet, Jon Voight, Eli Wallach, Sandra Bullock und Joanne Woodward.

## Meisner-Technik
Meisner war der Auffassung, dass Schauspieler und solche, die es werden wollen, meist zwei Grundprobleme haben:
1. Sie arbeiten zu sehr mit dem Kopf und sind somit in intellektuellen Prozessen geistig gefangen, was sie daran hindert, die jeweilige Spielsituation emotional zu begreifen und zu erfassen.
2. Sie haben häufig Mühe, dem Partner wirklich zuzuhören, da sie den Fokus der Konzentration stets auf sich selbst richten.

Die Meisner-Technik fußt auf einer dezidierten, emotionalen Ausrichtung des Schauspielers nach außen. Dies unterscheidet Sanford Meisners Lehre wesentlich von Lee Strasbergs Method Acting, das auf einer früheren Phase Stanislawskis basiert. Ein nach der Meisner-Technik arbeitender Schauspieler generiert seine Impulse für die jeweiligen Spielhandlungen nicht selbst, sondern greift diese ausschließlich von seinen Spielpartnern bzw. dem Spielumfeld ab. Sanford Meisner betonte stets „acting means reacting“ („agieren / schauspielern bedeutet reagieren“). Seinen Studenten erklärte er darüber hinaus stets: „Acting is the ability to live truthfully under given imaginary circumstances.“ („Schauspielern ist die Fähigkeit, unter vorgegebenen imaginären Umständen wahrhaftig zu leben.“) Aus dieser Grundhaltung resultiert eine neue Bewertung der Bedeutung des Talents für den Beruf des Schauspielers. Das Talent ist nicht mehr die alles entscheidende Fähigkeit, sondern lediglich eine wesentliche Grundvoraussetzung für das Schauspiel. Schauspieler müssen nach Meisner in der Lage sein, aufeinander zu reagieren und die Impulse voneinander abzugreifen, da sich nur so echte emotionale Zustände erzeugen lassen. Auch die Bedeutung des dramatischen Texts in der Meisner-Technik weicht von den meisten anderen Schauspieltheorien deutlich ab:
 In der Regel legen andere Schauspiellehren den Schwerpunkt auf den Text selbst und darauf, wie dieser wohl am besten zu sprechen sei. Bei Meisner hingegen steht auch hier die Emotion im Vordergrund. Er vergleicht den Text mit einem Kanu, das auf einem „Gewässer der Emotionen“ entlang fährt. („The text is like a canoe and the river on which it sits is the emotion.“) Der Schauspieler geht also nie vom Text selbst, sondern immer von einem emotionalen Zustand aus. Hierdurch erfährt der Text eine emotionale Prägung und wirkt nicht artifiziell konzipiert, sondern wahrhaftig – obwohl es sich ohne Zweifel um ein künstlerisches Konstrukt handelt.
Die Meisner-Technik ist nicht nur für den Beruf des Schauspielers von Bedeutung, sondern darüber hinaus auch auf die Arbeit des Regisseurs übertragbar. Ein nach Sanford Meisners Prinzip arbeitender Regisseur lässt die Schauspieler zunächst auf der Basis von Meisners Schauspieltechnik und Übungen selbst viel entwickeln und anbieten und gewinnt auf diese Weise die Impulse für die eigene Regiearbeit. Die einzelnen Inszenierungsideen resultieren dann meist aus einer vorhergegangenen Improvisation der Schauspieler. Regie nach der Meisner-Technik funktioniert dialogisch und basiert auf einer engen Zusammenarbeit zwischen Regisseur und Schauspieler.

## Zitate
- “Acting is the ability to live truthfully under imaginary circumstances.”[1]
- “The seed to the craft of acting is the reality of doing.”[1]
- “You know it’s all right to be wrong, but it’s not all right not to try.”
- “There’s no such thing as nothing.”[1]
- “Less is more!”
- “An ounce of behavior is worth more than a pound of words.”
- “Silence has a myriad of meanings. In the theater, silence is an absence of words, but never an absence of meaning.”
- “May I say as the world’s oldest living teacher, ‘Fuck Polite!’”
- “Acting can be fun. Don’t let it get around.”

## Filmografie
- 1954: Suspense (Fernsehserie, Folge Fingerprints)
- 1956: Armstrong Circle Theatre (Fernsehserie, Folge The Case of Colonel Petrov)
- 1956: The Alcoa Hour (Fernsehserie, Folge Paris and Mrs. Perlman)
- 1959: Sensation auf Seite 1 (The Story on Page One)
- 1962: Zärtlich ist die Nacht (Tender Is the Night)
- 1962: Gnadenlose Stadt (Naked City; Fernsehserie, Folge Hold for Gloria Christmas)
- 1976: Mickey und Nicky (Mickey and Nicky)
- 1984: Sanford Meisner: The Theater’s Best Kept Secret (Dokumentarfilm, Mitwirkung)
- 1995: Emergency Room – Die Notaufnahme (ER; Fernsehserie, Folge Sleepless in Chicago)
- 1995: Requiem (Kurzfilm)